# William Stanhope, II conte di Harrington
William Stanhope, II conte di Harrington (18 dicembre 1719 – 1º aprile 1779), è stato un nobile, politico e generale inglese.

## Biografia
Era il figlio di William Stanhope, I conte di Harrington, e di sua moglie, Anne Griffith.

## Carriera
Intraprese la carriera militare entrando nel reggimento di fanteria nel 1741, ed è stato anche rinviato per Aylesbury. Fu ferito nella battaglia di Fontenoy e poco dopo, il 5 giugno 1745, è stato nominato colonnello del secondo reggimento a cavallo di Grenadier Guards.
Nel 1747, divenne deputato per Bury St Edmunds, e nel 1755, fu promosso a maggior generale. Riuscì alla contea nel 1756, ed è stato promosso a luogotenente generale nel 1758 e generale nel 1770.

## Matrimonio
Sposò, l'11 agosto 1746, Lady Caroline FitzRoy, figlia di Charles FitzRoy, II duca di Grafton e lady Henrietta Somerset. Ebbero sette figli:
- Lady Caroline Stanhope (11 marzo 1747-9 febbraio 1767), sposò Kenneth Mackenzie, I conte di Seaforth, ebbero una figlia;
- Lady Isabella Stanhope (1748-29 gennaio 1819) sposò Charles Molyneux, I conte di Sefton, ebbero un figlio;
- Lady Amelia Stanhope (24 maggio 1749-5 settembre 1780), sposò Richard Barry, VI conte di Barrymore, ebbero quattro figli;
- Charles Stanhope, III conte di Harrington (1753-1829);
- Lord Henry Fitzroy Stanhope (29 maggio 1754-20 agosto 1828), sposò Elizabeth Falconer, ebbero due figli;
- Lady Henrietta Stanhope (1756-2 gennaio 1781), sposò Thomas Foley, II barone Foley, ebbero due figli;
- Lady Anna Maria Stanhope (1760-18 ottobre 1834), sposò prime nozze Thomas Pelham-Clinton, III duca di Newcastle, ebbero quattro figli, sposò in seconde nozze Sir Charles Craufurd, non ebbero figli.

Era noto in società come "la capra di qualità" per la dissipazione della sua vita personale: ha visitato il bordello di Sarah Prendergast in King's Place, a St. James's, quattro volte alla settimana. La moglie lady Harrington formò " The New Female Coterie ", un gruppo di mondani riunitosi nella stessa casa.

## Morte
Morì il 1º aprile 1779, all'età di 59 anni.